# Agenda (instytucja)
Agenda, agencja – zorganizowana część przedsiębiorstwa lub urzędu.
Agenda jest wyodrębniona w strukturze jednostki macierzystej, jednak jej działanie podlega nadzorowi i kontroli organów zwierzchnich wobec niej.
Wyróżnia się, między innymi:
- agendy handlowe
- agendy bankowe
- agendy ministerstw (agendy rządowe)
- agendy ONZ.